# フランチェスコ・アルベローニ
フランチェスコ・アルベローニ（Francesco Alberoni, 1929年12月31日 - 2023年8月14日）は、イタリアの社会学者、作家。 

## 概略
イタリア北部・エミリア・ロマーニャ州ピアチェンツァ出身。初めロンバルディア州パヴィーアで精神医学を専攻し、精神分析医をしながら大学で心理学を講じる。後に社会学を修め、ミラノ大学社会学研究所教授、言語伝達自由大学(IULM)初代学長、イタリア放送協会会長代理などを務めた。ベストセラー作家で、「コリエーレ・デラ・セーラ」などの新聞雑誌の定期寄稿家としても発言,企業コンサルタントも数多くこなす。イタリア国立映画実験センター代表。
2023年8月14日にミラノで腎臓疾患の合併症により死去。93歳没。

## 日本語訳
- 『インナモラメント<恋愛の発見>』大空幸子 訳、新評論, 1984.2
- 『エロティシズム』泉典子 訳、中央公論社, 1991.10、中公文庫, 1997
- 『友情論』泉典子 訳、中央公論社, 1993.1
- 『恋愛論』大空幸子 訳、新評論, 1993.5
- 『新・恋愛論』泉典子 訳、中央公論社, 1996.10
- 『他人をほめる人、けなす人』大久保昭男 訳、草思社, 1997.10、草思社文庫, 2011
- 『借りのある人、貸しのある人』泉典子 訳、草思社, 1998.4、草思社文庫, 2011
- 『宇宙をつくりだすのは人間の心だ』大久保昭男 訳、草思社, 1999.4
- 『戦う勇気、退く勇気』泉典子 訳、草思社, 1999.5
- 『恋すること』泉典子 訳、草思社, 2000.8
- 『生きるとは、希望をもつこと』泉典子 訳、草思社, 2002.1
- 『組織をだめにするリーダー、繁栄させるリーダー』泉典子 訳、草思社, 2002.12
- 『「逆境」こそ生きる力の源』泉典子 訳、草思社, 2012.11
- 『死ぬまで続く恋はあるか』泉典子 訳、中央公論新社, 2014.1